# Sertularia stechowi
Sertularia stechowi är en nässeldjursart som beskrevs av Hirohito 1995    . Sertularia stechowi ingår i släktet Sertularia och familjen Sertulariidae. Inga underarter finns listade i Catalogue of Life.